# Грабовац Крњачки
Грабовац Крњачки је насељено мјесто у општини Крњак, на Кордуну, Карловачка жупанија, Република Хрватска.

## Историја
У току Другог свјетског рата је страдало 67 становника Грабовца Крњачког.
Грабовац Крњачки се од распада Југославије до августа 1995. године налазио у Републици Српској Крајини. До територијалне реорганизације насеље се налазио у саставу бивше велике општине Карловац.

## Становништво
Грабовац Крњачки је према попису из 2011. године имао 85 становника.
| Националност       | 1991. | 1981. | 1971. | 1961. |
| Срби               | 164   | 164   | 195   | 207   |
| Југословени        |       | 9     |       |       |
| Хрвати             |       | 1     | 3     | 1     |
| остали и непознато | 3     | 12    | 2     |       |
| Укупно             | 167   | 186   | 200   | 208   |

| Демографија | Демографија | Демографија |
| Година      | Становника  | Становника  |
| ----------- | ----------- | ----------- |
| 1961.       | 208         |             |
| 1971.       | 200         |             |
| 1981.       | 186         |             |
| 1991.       | 167         |             |
| 2001.       | 129         |             |
| 2011.       |             | 85          |